# Seignosse
Seignosse är en kommun i departementet Landes i regionen Nouvelle-Aquitaine i sydvästra Frankrike. Kommunen ligger i kantonen Soustons som tillhör arrondissementet Dax. År 2022 hade Seignosse 3 914 invånare.

## Befolkningsutveckling
Antalet invånare i kommunen Seignosse
Referens:INSEE